# MRAM
MRAM (acrônimo para Magneto-resistive Random Access Memory - em português, memórias magnetorresistivas de acesso aleatório) é uma memória de computador não-volátil, considerada chave para a criação das novas gerações de equipamentos móveis de alto desempenho. São um tipo de memórias de computador não-voláteis (NVRAM) que têm sido desenvolvidas desde a década de 1990. 

## Descrição
Estas memórias ainda estão em fase de teste e possbilitariam que por exemplo: Você iniciasse seu computador sem ter que esperar pelo boot. Ele ligaria exatamente do modo que parou e sem ter de esperar por toda a inicialização. Mas ainda há problemas quanto a dados que se corrompem muito facilmente. Talvez em mais uns 10 ou 15 anos, será a sucessora da eventual DDR.
O desenvolvimento se baseia em uma nova célula de memória que reduz pela metade o consumo de energia durante o processo de escrita de dados, uma nova arquitetura com características de alta velocidade e excelente desempenho. Os dois avanços permitirão o desenvolvimento de dispositivos de alta densidade baseados na tecnologia magneto-resistiva. Outras tecnologia parecidas até agora consumiam muita energia e eram baseadas em células - as unidades individuais de armazenamento dos dados.
As empresas Nec e Toshiba conseguiram reduzir o consumo de energia criando um novo formato para a junção de tunelamento magnético que armazena a informação. Ao invés de ser retangular, a nova junção possui saliências laterais em arco no centro. A corrente necessária para a escrita foi reduzida, além de proporcionar a redução no número de erros de escrita, mesmo se houver flutuações nas características de chaveamento de cada célula.
As pesquisas até hoje produziram duas propostas básicas para as estruturas das MRAM. A primeira acopla cada célula a um transistor, o que melhora o tempo de leitura, mas aumenta o tamanho da célula. Na segunda proposta, chamada de estrutura de ponto cruzado, o transistor é retirado de cada célula individual, o que reduz o tamanho da célula, mas aumenta o tempo de leitura e o número de erros, devido à geração de correntes de ladrão, que se dirigem para células não desejadas.
A nova MRAM utiliza uma estrutura de ponto cruzado na qual um transistor controla quatro células. Com isto as células têm o mesmo tamanho que as células das memórias RAM convencionais, e o tempo de leitura ficou em torno de 250ns, quatro vezes mais rápido do que as MRAM com a estrutura convencional.